# Lista studiourilor de filme pornografice
Aceasta este lista studiourilor ce produc filme pornografice sau ”filme pentru adulți”.

## Studiouri ce exclud homosexualismul șiTG-ul
| - Twisted XXX Media - Twistys - 21Sextury - 3rd Degree - 5thelementxxx - Abbywinters.com - Acid Rain - Adam & Eve - Adulte DVD X - Adult Entertainment Productions - Ultima Erobiz - Alkrys - Alpha Blue - ATKingdom.com - American Hardcore - Anabolic Video - Amateur Allure - Anarchy Films - Angels Movies L.L.C. - Anne-Al Production - Asiaerotica.com Productions - Avalon - Arrow Productions - Afro-Centric Productions - Baby Doll Pictures - Beate Uhse AG - Bizarre Video - Black Light Production - Black Market Entertainment - Black Mirror Productions - Blue Juice Porn TV - Blue One - Box Office - Brasileirinhas - Bravo Models Media - Brazzers - Caballero Home Video - CaliSex - CineMagic - CinemaPlay - Club Jenna - Club Seventeen - Colmax - Color Climax Corporation - Combat Zone - Concorde - Coppula Prod. - Cross - Damaged Productions - DDF Productions - Defiance - Devil's Film - Diabolic Video - Digital Desire - Digital Playground - Digital Sin - Diva Futura - Dogma studio - Doll Productions - DVSX - Elegant Angel - Eromaxx - Ethnicity Films - Evasive Angles | - Evil Angel - Evolution Erotica - Exit Productions - Explícita - Extreme Associates - Femme Films - Femme Productions - Fiona Lucas - Fratmen - Fratpad - Fusxion - German Goo Girls - Girlfriend Films - Girl Candy Films - Girls Out West - Grooby Productions - Hard Candy Films - Heatwave - h.m.p. - HellHouse Media - Hokuto Corporation - Homegrown Video - HPB Adult Entertainment Media Group and Agency - Hustler Video - Innocent Pictures - Jean Marc Roc Productions Far East Video - Jill Kelly Productions - JM Productions - John Thompson Productions - Joy Bear Pictures - JTC Video - Jules Jordan Video - Kick Ass - King Films - Klean Kut Productions - Kuki Inc. - LAC - LBO Entertainment Group - Legend - Leonidas Zeggara Productions - Lethal Hardcore - LeWood Productions - Lightspeed Media Corporation - Maeva Video - Magma - Mantra Films - Marc Dorcel - Maximum Xposure - Maxs Video - Mayhem XXX - Metabolic - Metro Interactive - mofos - Mojo Video - Moodyz - MST - Muffia - Naughty America - Nectar Entertainment - New Sensations - Ninn Worx - Perfect Gonzo | - Pink Visual - Platinum X Pictures - Playboy - Porn Pros - Portland TV - Powerhouse - Private Media Group - Puzzy Power - Python - Red Light District Video - Red Hot - Reality Kings - Rude Britannia - S1 No. 1 Style - Sanctuaire - The Score Group - Sean Michaels Productions - Sebastano Perero - Seventeen/Chick - Sexxxy World]] - Simon Wolf Productions - Sin City - Sineplex - Sirina Entertainment - Models & Co - Smash Pictures - Soft On Demand - Spound Productions - Staria Entertainment - Star X Studios - Studio A - Sweetheart Video - Taylor Wane Entertainment - Teen Core Club - Ten Broadcasting - Third Degree Films - Third World Media - Tonton RIMKA - Torid - TunaCan Studios - Txd Entertainment - V. Communications - VCA Pictures - VCX - Video Art Holland - Video Team - Videorama - Vince Banderos - Vivid Entertainment - Viv Thomas.com Productions - Vouyer Media - Wanz Factory - West Coast Productions - Wicked Pictures - Wild Video - Woodman Entertainment - X-Studios Arhivat în 12 noiembrie 2013, la Wayback Machine. - Your Choice - Zero Tolerance Entertainment |

## Studiouri ce includ și sex homo-TG
| - 18 West Studios - Active Duty - Adult Visual Animation - AMVC.com HomeMade Videos - Alexander Pictures - Athletic Model Guild - Bang Bros - BarebackRT Media - Bel Ami - Bijou Video - Black Scorpion - Black Spark Productions - Blake Mason - Blue Alley Studios - Blue Media - Brazen Devil - BuenosBoys - Butch Dixon - Catalina Video - Cazzo Film - Channel 1 Releasing - ChaosMen - Citébeur - CitiBoyz - Clair Production - COAT - Cobra Video - Colt Studio Group - Combat Zone - Comme des Anges - Corbin Fisher - Crunchboy - CzechHunter - Dark Alley - Delta Video - Edenwood Videos - Englishlads - Eric Videos - Eurocreme - ExtremeBoyz - Falcon Studios - Flava Works - FraternityX - FratmenSucks - G@MES - Hammer Entertainment - Hancock Studios - HardBritLads - High Drive Productions - Helix Studios - Hello Penis - Hot Desert Knights - Hot House Entertainment - HotMale - HPB Entertainment Media Group - Hunk-CH - Hyde Park Productions - Inbulge - Jaguar Studios - Jean Daniel Cadinot - Jet Set Men | - King Films - Kink.com - KO Company - Kristen Bjorn - Lads Next Door - Liberate Studios - Lucas Entertainment - Lucas Kazan Productions - Mecos Films - Men of Odyssey - Men at Play - Menoboy - Next Door Studios - Nova Studios - On The Hunt - OTB Video - Pink and white productions - Pornautes - PRISM - Puppy Productions - Randy Blue - Rascal Video - Raging Stallion Studios - Robert Van Damme - Sean Cody - SEVP - Shane's World Studios - Sk8erboy - Stag homme studios - Star X Studios - Studio 2000 - Studmall - Stunner Media - SX Video - Tipo Sesso Productions - Titan Media - Treasure Island Media - Triga Films - UKNakedMen.com - Ursus Vidéo - Zeus Studios |

## Vezi și
- Listă de actrițe porno
- Listă de actori porno